# エレーヌ・ブーシェ

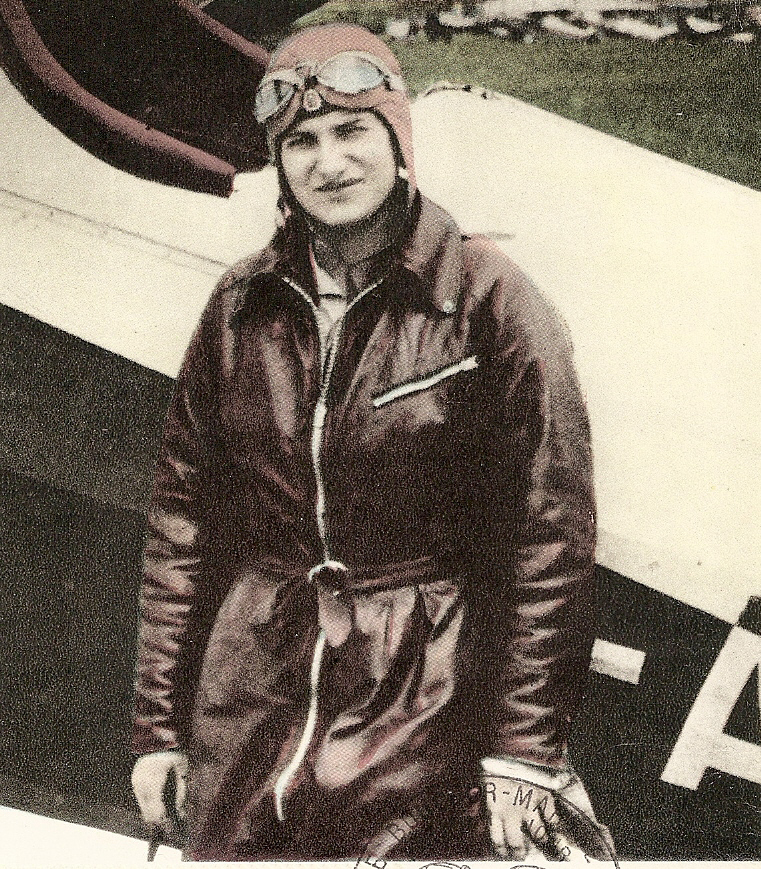
エレーヌ・ブーシェ

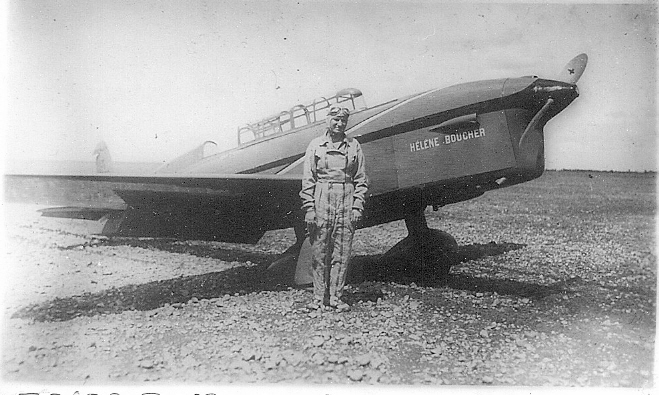
ブーシェとコードロン C.460

エレーヌ・ブーシェ（Hélène Boucher、1908年5月23日 - 1934年11月30日）はフランスの女性パイロットである。多くの速度記録を残した。

## 生涯・業績
パリで生まれた。父親は建築家であった。22歳の時にパイロットになることを決意し、1931年3月から飛行士の訓練を受け、1932年6月に免許を得た。7月にはカーンのドーヴィルの間の飛行を行った。乗機は木にぶつかり、枝にぶら下がったが負傷は免れた。
1933年にパリとサイゴンの間の飛行を行い、1933年7月にアンジェで12時間の飛行を行い、8月には女性の高度記録を作った。
1934年6月、ルノーの社長、フランソワ・ルイデュー(Francois Lehideux)に雇われ、新たに設立されたコードロン・ルノーと契約を結び、必要な資金を得ることができるようになった。1934年8月8日、コードロン・ルノー機で100kmの平均速度世界記録412 km / hと1000kmの平均速度世界記録409 km/hを立てた。（それまでの記録はMaurice Arnouxの 393 km / hであった。）8月11日に女性の速度記録445 km / hを樹立した。ルノーはエレーヌ・ブーシェをつかって、新しいスポーツ・カーの宣伝を行った。
1934年11月30日、コードロン C.460での訓練中の着陸時に失速し、立ち木に接触し墜落して、重傷を負い、病院へ運ばれる救急車の中で、死亡した。死後レジオンドヌール勲章が贈られ、若い頃、過ごしたYermenonvilleに葬られた。フランスの郵便庁は1972年に、エレーヌ・ブーシェとマリーズ・イルズを記念する切手を発行した。